# Diepzeevissen
Diepzeevissen (Stenopterygii) vormen een superorde van straalvinnige vissen.
Deze superorde omvat ongeveer 2000 soorten in gematigde en tropische wateren, in de diepzee en vormt met de diepzeebenthos onderdeel van de diepzeefauna. Hieronder vallen ook de meest voorkomende vissen ter wereld. De meeste vissen uit deze superorde blijven klein vanwege de voedselschaarste op de diepte waar ze leven. Veel soorten hebben hun eigen lichtgevende organen om prooien te lokken.

## Taxonomie
De superorde wordt verder onderverdeeld in twee ordes:
- Ateleopodiformes
- Stomiiformes